# Górniki (Bytom)
Górniki (niem. Friedrichswille) – dzielnica Bytomia od 2012 roku, w granicach miasta od 1975 roku. Jest najmniejszą dzielnicą Bytomia pod względem ludności.

## Historia
Miejscowość Górniki powstała w pierwszej połowie XVIII wieku jako niewielka osada górników okolicznych kopalń kruszców na pograniczu Ptakowic, Wieszowy i Stolarzowic. W latach 1781–1782 część Górników leżącą na terytorium Ptakowic przekształcono w kolonię Ptakowitzer-Gorniken, a pozostała część osady dostała status samodzielnej kolonii. W 1881 połączono obie kolonie w jedną miejscowość o nazwie Friedrichswille. Jej funkcjonowanie było ściśle związane z kopalnictwem rud, szczególnie galmanu. W alfabetycznym spisie miejscowości z terenu Śląska wydanym w 1830 roku we Wrocławiu przez Johanna Knie wieś występuje pod polską nazwą Gurniki oraz nazwą niemiecką Friedrichswille.
W wyniku działalności górniczej wzrosła liczba mieszkańców osad ze 186 w 1816 do 900 w 1885. W XIX wieku założono tu kopalnie: "Peter Paul" (Piotr i Paweł), "Rochus", "Vorsehung" (Przewidywanie), "Leopold", "Aleksanderblick" (Spojrzenie Aleksandra) oraz "Aleksanderglück" (Szczęście Aleksandra). Nazwy dwóch ostatnich wiążą się prawdopodobnie z osobą cara Aleksandra I, który miał tędy przejeżdżać w 1820.
W 1873 uruchomiono tu szkołę podstawową, a w 1923 jedną z pierwszych w powiecie bytomsko-tarnogórskim szkołę mniejszościową. W wyniku podziału Górnego Śląska Górniki pozostały wraz ze Stolarzowicami w Niemczech choć w plebiscycie za Niemcami głosowało tu tylko 58 osób, a za Polską 487.
Po 1945 powrócono do historycznej nazwy Górniki. W latach 1945–1951 miejscowość należała do powiatu bytomskiego, a następnie do powiatu tarnogórskiego (1951–1975). Do 1945 gmina jednostkowa Górniki. 1945–1954 gromada (sołectwo) w zbiorowej gminie Stolarzowice. 1954–1957 w gromadzie Stolarzowice. 1958–1972 część osiedla Stolarzowice. 1973–1975 część wsi Stolarzowice w reaktywowanej gminie Stolarzowice. W wyniku reformy administracyjnej, 27 maja 1975 Górniki – jako część Stolarzowic – zostały włączone w granice miasta Bytomia. W 2012 roku na wniosek mieszkańców utworzono nową dzielnicę Górniki.